# 弗羅烏泰克
弗羅烏泰克是捷克的城鎮，位於該國西部，距離拉貝河畔烏斯季71公里，由烏斯季州負責管轄，面積52.72平方公里，海拔高度332米，2021年人口3,961。

## 外部連結
- Czech Statistical Office: Municipalities of Louny District